# وجیهه رستگار
وجیهه رستگار (زاده ۱۲ مه ۱۹۶۷) خواننده زن اهل افغانستان است. وی همسر فرید رستگار خواننده و آهنگساز افغان است.

## زندگی‌
وجیهه رستگار متولد شهر کابل است. او نخستین آهنگ خود را در سال ۱۹۸۲ در یکی از کنسرتهایی که در تالار لیسه استقلال کابل برگزار شده بود، اجرا کرد. پس از یک سال او به گروه موسیقی گل سرخ پیوست و آهنگ‌هایی را برای رادیو و تلویزیون ملی اجرا کرد. وی در سال ۱۹۸۴ با فرید رستگار، خواننده و آهنگساز ازدواج کرد. این زوج دارای چهار فرزند هستند. وجیهه رستگار به همراه همسرش فرید رستگار تاکنون شش آلبوم مشترک تهیه و اجرا کرده‌اند. وجیهه رستگار به همراه خانواده‌اش در سال ۱۹۹۲ به آلمان مهاجرت می‌کند و در حال حاضر ساکن شهر هامبورگ آلمان است.

## ترانه‌شناسی

### آلبوم‌ها
| نام آلبوم      |
| -------------- |
| راه دور        |
| خانه دل        |
| دلک خوش‌باور    |
| هدیه           |
| در پرده‌های ساز |
| آلوچه          |